# Los Abuelos de la Nada (álbum)
Los Abuelos de la Nada es el álbum debut de la banda argentina de rock homónima, publicado el 23 de octubre de 1982 por Interdisc.
Luego de grabar algunas demos en 1981, Charly García se muestra interesado en producir a la banda. Así es como ingresan a los Estudios Panda en junio de 1982 para grabar un álbum que los presentaría en sociedad como una banda alegre, capaz de fusionar funk, rock, reggae y new wave.
La presentación del disco se lleva a cabo el 22 y 23 de octubre en el Teatro Coliseo. El sencillo Sin Gamulán compuesto por Andrés Calamaro, sería el éxito que impulsaría las primeras ventas de la banda.

## Lista de canciones
| Los Abuelos de la Nada |                                                                      |                                                                   |          |  |
| N.º                    | Título                                                               | Escritor(es)                                                      | Duración |  |
| 1.                     | «No te enamores nunca de aquel marinero bengalí» (Voz líder: Abuelo) | (Miguel Abuelo/Cachorro López/Gustavo Bazterrica/Andrés Calamaro) | 5:48     |  |
| 2.                     | «Sin Gamulán» (Voz líder: Calamaro)                                  | (Andrés Calamaro)                                                 | 3:15     |  |
| 3.                     | «En la cama o en el suelo» (Voz líder: Abuelo)                       | (Miguel Abuelo)                                                   | 4:03     |  |
| 4.                     | «Como debo andar» (Voz líder: Bazterrica)                            | (Gustavo Bazterrica)                                              | 3:25     |  |
| 5.                     | «Ir a más» (Voz líder: Abuelo)                                       | (M. Abuelo/C. López)                                              | 3:28     |  |
| 6.                     | «Tristeza de la ciudad» (Voz líder: Bazterrica y Abuelo)             | (Gringui Herrera)                                                 | 3:37     |  |
| 7.                     | «Creo que es un sueño más» (Voz líder: Abuelo)                       | (G.Bazterrica- M.Abuelo)                                          | 3:46     |  |
| 8.                     | «Levantando temperatura» (Voz líder: Calamaro)                       | (A. Calamaro/ G. Herrera)                                         | 2:29     |  |
| 9.                     | «Guindilla ardiente» (Voz líder: Abuelo)                             | (M. Abuelo/C. López)                                              | 3:58     |  |
| 10.                    | «Te vas rica» (Voz líder: Bazterrica)                                | (Gustavo Bazterrica)                                              | 4:51     |  |
| 11.                    | «Se me olvidó que te olvidé» (Voz líder: Abuelo)                     | (Lolita de la Colina)                                             | 2:03     |  |

## Músicos
- Miguel Abuelo - voz principal y coros, percusiones
- Andrés Calamaro - voz principal y coros, sintetizadores y piano eléctrico
- Gustavo Bazterrica - voz principal y coros, guitarra eléctrica
- Cachorro López - bajo, cuica y coros
- Daniel Melingo - saxofón, clarinete y coros
- Polo Corbella - batería híbrida y coros

### Músicos invitados
- Charly García - sintetizador y coros en «En la cama o en el suelo» y «No te enamores nunca de aquel marinero bengalí», piano acústico en «Como debo andar»
- Nito Mestre - coros en «No te enamores nunca de aquel marinero bengalí»